# 小さな恋のメロディ (筋肉少女帯の曲)
『小さな恋のメロディ』（ちいさなこいのメロディ）は、筋肉少女帯の14枚目のシングル。1997年1月29日にマーキュリー・ミュージックエンタテインメント（現：ユニバーサルミュージック）より発売された。

## 概要
筋肉少女帯の楽曲で初めてアニメ番組の主題歌として起用された。
尚、作詞を担当したボーカルの大槻ケンヂが、後の2014年に上坂すみれへ作詞提供した楽曲「パララックス・ビュー」は、本作の続編という設定である。

## 収録曲
1. 小さな恋のメロディ
（作詞：大槻ケンヂ / 作曲：橘高文彦, 筋肉少女帯 / 編曲：筋肉少女帯）
  - テレビ東京系列のアニメ番組「EAT-MAN」のオープニングテーマ曲。アルバム収録版に比べイントロが短く編集されている。
  - PVでは大槻ケンヂはアニメの主人公のボルト・クランクのコスプレをしている。
  - 2013年に野水いおりがカバー（アルバム『Hat Trick』収録）。
2. 山と渓谷
（作詞：大槻ケンヂ, 内田雄一郎 / 作曲：内田雄一郎, 筋肉少女帯 / 編曲：筋肉少女帯）
  - 後にアルバム『最後の聖戦』に収録された。
3. 小さな恋のメロディ （オリジナル・カラオケ）
（作曲：橘高文彦, 筋肉少女帯 / 編曲：筋肉少女帯）